# A Louie élete epizódjainak listája
Alább a Louie élete című amerikai rajzfilmsorozat részei láthatóak.
| Sorszám | Angol cím                               | Első vetítés         | Magyar cím                           | Rövid tartalom |
| ------- | --------------------------------------- | -------------------- | ------------------------------------ | --- |
| 1.      | A Christmas Surprise for Mrs. Stillman  | 1994. december 18.   | Mrs. Stillman karácsonyi meglepetése | Louie édesanyjának eltökélt szándéka, hogy a szomszédban lakó Mrs. Stilmann házát karácsonyi fényekkel díszítsék fel, erre természetesen férjét és Louie-t kéri meg... |
| 2.      | Dad gets canned                         | 1995. június 18.     | Apát kirúgják                        | Louie-nak és családjának feltűnik, hogy apjuk (Andy) igen takarékoskodni kezd. Hamarosan kiderül, hogy kirúgták, mert szabadnapot adott egy munkatársának, aki gyermeke születésnapját ünnepelte meg. Louie kézbe veszi az ügyet és megpróbálja visszaszerezni apja állását...                                                                                              |
| 3.      | Raindrops keep falling on my bed        | 1995. szeptember 9.  | Csepeg a csendes eső, csepeg         | Louie-ék szomszédságába új lakók érkeznek, Jensen-ék. Miután a két család megismerkedik az apák rövid időn belül összevesznek és a rossz viszony kiterjed az egész környezetükre. Cedar Knoll-t árvíz sújtja és az egyetlen ház amit nem öntött el Andersonéké... |
| 4.      | Lake Winnibigoshish                     | 1995. szeptember 16. | Vadászkaland a Winnibigoshish tónál  | Az Anderson család a Winnibigoshish-tóhoz készül vakációra. Louie a táborban régi és új barátokkal találkozik, valamint egy lány is megkedveli őt. |
| 5.      | A fish called Pepper                    | 1995. szeptember 23. | A hal neve Pepper                    | Jeannie és családja elköltözik a városból. Louie háziállatot kap, Pepper, a hal személyében. Látogatóba érkezik a nagymama, aki biztatja Louie-t, írja meg érzéseit Jeanninek levélben. |
| 6.      | Behind every good coach                 | 1995. október 7.     | A jó edző a siker záloga             | Louie a helyi baseball csapat tagja lesz, a sport azonban nem tartozik erősségei közé, így igen nagy szenvedések árán jutnak el a győztes mérkőzésig... |
| 7.      | Alive Miracle in Cedar Knoll, Wisconsin | 1995. november 4.    | Rémtörténet Cedar Knollban           | Amíg Andy és Ora meglátogatják a beteg nagymamát, Louie és Tommy egyedül maradnak a házban. Egy vihar miatt áramszünet lesz Cedar Knoll-ban, Louie pedig elmeséli kisöccsének a város rémtörténetét. |
| 8.      | Pains, grains, and allergy shots        | 1995. november 11.   | Fájdalom, gyötrelem, és allergia     | Egy nap Louie arra ébred, hogy feje hatalmasra nőtt és vörös lett. Mivel azonban fél az orvostól, kierőszakolja anyjánál hogy ne kelljen elmennie. Később újra jelentkeznek rajta a tünetek, ezúttal kézfeje dagad meg. Louie-nak édesapja mutat példát, így segít a fiúnak legyőzni félelmét az injekciótól...                                                             |
| 9.      | The fourth Thursday in November         | 1995. november 18.   | Hálaadás ünnepe                      | Az összes családtag Andersonéknál ünnepli a Hálaadást. Megérkezik Ora testvére is, akit Andy ki nem állhat. |
| 10.     | Tracks of my deers                      | 1995. november 25.   | Szarvasok nyomában                   | Andy magával viszi Louie-t az éves szarvasvadászatra, ahol Louie összebarátkozik egy szarvassal, és úgy dönt, hazaviszi és elrejti a vadásszezon végéig. |
| 11.     | When Cedar Knoll frezzes over           | 1996. február 3.     | A téli karnevál                      | Cedar Knollban kezdetét veszi az éves Téli Karnevál. Az Anderson család szinte minden versenyszámban veszít, amiben elindul. Louienak megtetszik Jeannie nővére, Lana, ezért megpróbál imponálni neki azzal, hogy megtanul korcsolyázni. |
| 12.     | A fair to remember                      | 1996. február 10.    | Egy emlékezetes majális              | Az Anderson család majálisozni megy, ahol Ora egy főzőversenyen indul, Andy pedig a traktorját próbálja eladni. Louie-nak az öccsére, Tommyra kell vigyázni, akinek esze ágába sincs kisgyerekeknek való játékokra felülni. |
| 13.     | Born a Rambler man                      | 1996. február 17.    | Mindhalálig Rambler                  | Andy autója tönkremegy, ezért Ora és a gyerekek a spórolt pénzen vesznek egy új autót a családfőnek. Andy nem tudja megszokni az új járgányt, és visszaviszi a szalonba. Louie összebarátkozik egy szerelővel, aki segít neki megjavítani a Ramblert. |
| 14.     | Caddy on a hot tin roof                 | 1996. szeptember 14. | Louie megszedi magát                 | Louie és barátai munkát vállalnak egy golf pályán. A fiú a rossz hírű, de gazdag Giorgio Stomophulos segítője lesz aki munkát ajánl neki egész nyárra. Loiue-nak lassan a fejébe száll a dicsőség és megrészegíti a pénz illata... |
| 15.     | Summer of my discontent                 | 1996. szeptember 21. | Jókedvünk nyara                      | Louie megpróbál a nyárra megszabadulni Glenn Glenntől, ezért a Chakami táborba megy. Arra azonban nem számít, hogy iskolai ellensége is ott tölti majd a nyarat. |
| 16.     | Anderson ski weekend                    | 1996. szeptember 28. | Andersonék síelni mennek             | Louie irigységből azt mondja a barátainak, hogy minden évben járnak síelni a szüleivel és hogy igazi profik. Grünwald ezen fellelkesülve megbeszéli a szüleivel, hogy menjenek Andersonékkal síelni. Louie-t pedig megkéri, hogy tanítsa meg síelni őt. Érkezéskor benevezi Louie-t a profinak való síversenyre, Louie pedig még életében nem síelt...                      |
| 17.     | Roofless people                         | 1996. október 5.     | Repül a háztető                      | Miután Cedar Knollt is elérte a tornádó, Louie félni kezd a tornádótól, és nem akarja elhagyni a szobáját. A fóbiájától Andy próbálja megszabadítani. |
| 18.     | How to suceed Washington...             | 1996. október 19.    | Ki mint vet, úgy arat sikert         | Louie megnyeri az osztálya szavaló versenyét, így az egész osztály vele utazhat Washingtonba, az országos versenyre. Louienak azonban van egy titka: a beszédet Glenn Glenntől vette, aki szívességet is vár tőle a beszédért cserébe. |
| 19.     | An Anderson dozen                       | 1996. november 2.    | A gólya hozza                        | Ora ismét gyermeket vár. Louie attól fél, hogy a baba érkezése miatt el kell költöznie a háztól, ezért versengésbe kezd öccsével a maradásért. |
| 20.     | Buzz stop                               | 1996. november 9.    | Méz mizéria                          | Louie környezetismeret órán azt a feladatot kapja, hogy tanulmányozza a méheket. A feladathoz szülői segítséget is kérhetnek. Andy szeretne nagyobb lakókocsit venni, mint amekkora Jensennek van; ennek érdekében pedig pénzkereseti lehetőséget lát a méhekben. |
| 21.     | The masked chessboy                     | 1996. november 23.   | Az álarcos sakkozó                   | Louie rájön, hogy tehetsége van a sakkhoz, így szeretne elindulni egy versenyen. Andy szerint a sakkozókat csak csúfolják, így Louie álruhában indul el a versenyen. |
| 22.     | For Pete's sake                         | 1996. december 25.   | A házicseléd                         | Amikor Louie édesanyjával vásárol a szupermarketben, megismerkedik a hajléktalan Pete-tel. Louie összebarátkozik vele, és szállást ad neki a garázsban. Egy idő után viszont az új barátság terhessé válik Louienak. |
| 23.     | The good, the bad, & the Glenns         | 1996. december 27.   | A jó, a rossz, és Jen Glenn          | Glenn Glenn édesanyja, Jen állandó rikácsolásával rettegésben tartja Cedar Knollt. Ám egy nap elmegy a hangja, ami nem csak a Glenn családot, de a várost is megváltoztatja. |
| 24.     | Kazoo's coming for dinner               | 1997. február 1.     | Louie humoristának készül            | Louie találkozik Mr. Kazooval, a híres humoristával, és meghívja magukhoz vacsorára. Kiderül, hogy Mr. Kazoo édesanyja volt barátja, és Ora nem örül az új barátságnak. |
| 25.     | Mr. Anderson's opus                     | 1997. február 15.    | Mr. Anderson nótája                  | Louie féltékeny lesz, mert Jeannie érdeklődni kezd az iskola új fiú tanulója iránt. Ezalatt Andy és Ora a házassági évfordulójuk napján vitatkoznak. |
| 26.     | The thank you note                      | 1997. február 15.    | A köszönőlevél                       | Louie születésnapjára egy pulóvert kap nagyanyjától. Mivel az asszony távol él, Louie-nak köszönőlevelet kell írnia a nagymamának. Azonban a fiú addig halogatja míg, az idős nagymama meghal. Louie elhatározza hogy valahogyan eljuttatja a levelet nagymamájának. |
| 27.     | Louie's gate                            | 1997. szeptember 6.  | Mozimánia Cedar Knollban             | A városban új mozi nyílik, és Louie szinte minden idejét ott tölti. A szülei aggódnak érte, ezért vesznek neki egy kamerát, amivel elkészítheti saját filmjét. |
| 28.     | The making of a president               | 1997. szeptember 13. | Osztályelnök-választás               | Louie és Grunwald indulnak az osztályelnöki posztért, a győzelem érdekében viszont tisztességtelen dolgokhoz is folyamodnak. |
| 29.     | Military reunion                        | 1997. szeptember 20. | Az ezredtalálkozó                    | Louie-t nem érdeklik Andy háborús történetei. Az ezredtalálkozón Andy beismeri Louienak, hogy szakács volt, ám kiderül, hogy a bajtársai sok mindent köszönhetnek neki. |
| 30.     | Go Packers!                             | 1997. szeptember 27. | Hajrá Packers!                       | Mr. Anderson elviszi egy amerikai futball meccsre Louie-t. A fiú először nem nagyon élvezi a meccsnézést, viszont apja elmagyarázza neki a játék értelmét, Louie pedig újult erővel szurkol a Packers-nek. Azonban úgy tűnik a csapat kikap, ezért le kell jutniuk a lelátóról a kispadra Vince mesterhez, Mr. Anderson régi edzőjéhez, aki jelenleg a Packers kapitánya... |
| 31.     | The undergraudate                       | 1997. október 11.    | A helyettesítő tanárnő               | Louie tanára megbetegedik, így egy kiküldött helyettesítő tanárnő lép a helyébe. A fiatal csinos tanár szinte mindenkinek tetszik, Louie szerelmes lesz belé, olvasni kezd és javulnak a jegyei... |
| 32.     | Louie's Harrowing Halloween             | 1997. október 25.    | Gyötrelmes Halloween                 | Louie a bevásárlás során elcsen egy cukorkát a szupermarketből. Bűntudata lesz, és megpróbál megszabadulni az édességtől Halloween estéjén. |
| 33.     | Mr. Louie's Wild Ride                   | 1997. november 1.    | Louie világot lát                    | Az Anderson család a Snifferland vidámparkba indul vakációzni, ám amikor megérkeznek, kiderül, hogy a vidámpark már bezárt. Útközben rengeteg kaland éri őket, így az is lehet, hogy a vakációhoz nem lesz szükség vidámparkra sem. |
| 34.     | Close encounters of the Louie kind      | 1997. november 8.    | Louie típusú találkozások            | Louie és Grunwald létrehoznak egy ufo-robotot, amivel megviccelik Andy-t, aki a Föld nagyköveteként mutatkozik be az idegeneknek. |
| 35.     | The kiss is the thing                   | 1997. november 15.   | Ó az az első csók                    | Az iskolában a Csipkerózsika színdarabot játsszák, a hercegnőt Jeannie, a herceget pedig Louie játssza. Louie fél a csókjelenettől, hiszen még soha nem adott csókot senkinek. |
| 36.     | Family portrait                         | 1997. december 20.   | Családi fotó                         | Louie megtudja, hogy egy barátja árva, ezért meghívja őt hozzájuk Karácsonyra, ahol családi körben lehet. |
| 37.     | Blinded by love                         | 1998. február 16.    | Kutyát Louie-nak                     | Louie nagyon szeretne egy kiskutyát, Andy legnagyobb bosszúságára. Végül befogadnak egy kiskutyát, melyet vakvezető kutyának fognak majd nevelni. |
| 38.     | Do it or donut                          | 1998. február 23.    | Egészséges életmód                   | Louie úgy érzi, tehetséges a kosárlabdában, Andy pedig támogatja őt. Ora megpróbálja az egészséges életmódra terelni a családját. |
| 39.     | Project.Mother's day                    | 1998. március 3.     | Anyák napja                          | Louie édesanyja megbetegedik, és mivel senkinek sincs ideje, hogy helyettesítse az anyát a házimunkában Louie-nak kell besegítenie. Ez még nem is lenne baj, azonban egyre közeledik Anyák napja, így Louie-nak a sok házimunka mellett nem marad ideje elkészítenie anyák napi ajándékát...                                                                                |